# Neverstore
Neverstore es una banda de pop-punk/rock alternativo, formada en el año 2000, en Skövde(Suecia). Actualmente la banda ha lanzado tres álbumes de estudio y han salido de gira en países como Japón (siendo acompañados por Sum 41) o Estados Unidos, aparte de telonear a bandas de la talla de Good Charlotte o Backyard Babies.

## Miembros
- Jacob Widén, voz y guitarra
- Oscar Kempe, voz y bajo
- Erik Lantz,  batería

## Discografía

### Álbumes
- (2007) Sevenhundred Sundays
- (2008) Heroes Wanted
- (2010) Age of Hysteria
- (2013) Neverstore